# 里弗賽德鎮區 (愛荷華州弗里蒙特縣)
里弗賽德鎮區（英語：Riverside Township）是位於美國愛荷華州弗里蒙特縣的一個行政鎮區。

## 地方資料
根據2010年美國人口普查的數據，里弗賽德鎮區的面積為93.13平方千米，當中陸地面積為92.33平方千米，而水域面積為0.80平方千米。當地共有人口313人，而人口密度為每平方千米3.36人。